# (14683) Remy
Pour les articles homonymes, voir Remy (homonymie).
(14683) Remy est un astéroïde de la ceinture principale.

## Description
(14683) Remy est un astéroïde de la ceinture principale. Il fut découvert le 8 décembre 1999 à Socorro (Nouveau-Mexique) par le projet LINEAR.
Il a été nommé en l'honneur de Jennifer M. Remy, une enseignante de Springville (Utah),.
Il présente une orbite caractérisée par un demi-grand axe de 2,28 UA, une excentricité de 0,16 et une inclinaison de 5,0° par rapport à l'écliptique.

## Compléments